# Naloop (voertuig)

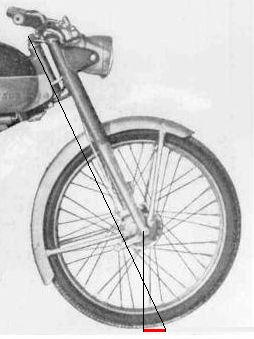
Naloop in rood aangegeven

De naloop, ook wel naspoor genoemd, is het verschil tussen het raakpunt van een denkbeeldige lijn door het balhoofd van een tweewieler en het raakpunt van het voorwiel op de weg. Deze bepaalt het stuurgedrag van een wiel in hoge mate.
De naloop wordt bepaald door de balhoofdhoek en de vorksprong.
Door de naloop gaat elk wiel als een zwenkwiel werken: het volgt de richting van de "bovenbouw". De aandrijfkracht duwt een voertuig altijd recht vooruit, waarbij de naloop zorgt dat het voorwiel ook in de rechtuitstand blijft staan. Bij auto's is dit effect te merken doordat het stuur vanzelf terugdraait wanneer het na een bocht wordt losgelaten. Een grotere naloop geeft een betere rechtuitstabiliteit, maar maakt het nemen van bochten moeilijker. Bij verschillende motorfietsen en auto's hoort een andere naloop, afhankelijk van het gebruik. Veel autosnelweg: grotere naloop, veel bochten (stadsverkeer): kleine naloop.
Bij auto's wordt de naloop gevormd door de stand van de fusee en het raakpunt van een voorwiel.